# Constantino Teixeira
Constantino dos Santos Teixeira, pseudonim Tchutchu (zm. 1988 w Bissau) – polityk i partyzant z Gwinei Bissau, w latach 1973–1978 minister spraw wewnętrznych, od 7 lipca do 28 września 1978 pełniący obowiązki premiera kraju.
Należał do Afrykańskiej Partii Niepodległości Gwinei i Wysp Zielonego Przylądka, walczył w jej partyzantce jako dowódca frontu południowego przy granicy z Gwineą. Po uzyskaniu niepodległości objął stanowisko ministra spraw wewnętrznych. Po tym, jak w wypadku samochodowym zmarł pierwszy premier Francisco Mendès, Teixeira objął tymczasowo jego fotel od 7 lipca do 28 września 1978. Jego następcą został João Bernardo Vieira. Zmarł w 1988.